# 1293
El 1293 (MCCXCIII) fou un any comú començat en dijous del calendari julià.

## Esdeveniments
- Joan de Montecorvino encapçala la primera missió catòlica a la Xina.[1]
- Dante escriu La vita nuova.[2]

## Naixements
Països Catalans
Resta del món
- 8 de març - Toro: Beatriu de Castella, infanta de Castella i reina consort de Portugal (m. 1357).[3]

## Necrològiques
Països Catalans
Resta del món